# NGC 3632
NGC 3632 је лентикуларна галаксија у сазвежђу Лав која се налази на NGC листи објеката дубоког неба.
Деклинација објекта је + 18° 21' 24" а ректасцензија 11h 20m 3,6s. Привидна величина (магнитуда) објекта NGC 3632 износи 10,9 а фотографска магнитуда 11,8. Налази се на удаљености од 23,150 милиона парсека од Сунца. NGC 3632 је још познат и под ознакама NGC 3626, UGC 6343, MCG 3-29-32, CGCG 96-29, PGC 34684.